# Стрелка Ван Бринка
Стрелка Ван Бринка (лат. Coenagrion vanbrinkae) — вид стрекоз семейства стрелки (Coenagrionidae).

## Описание
Длина 30—31 мм, брюшко 20—27 мм, заднее крыло 18—20 мм. Брюшко длинное и тонкое. Крылья прозрачные с узкой птеростигмой, равной 1 ячейке, одноцветная. Внешне сходен с Стрелкой украшенной (Coenagrion ornatum).

## Ареал
Армения, Иран и Турция.

## Биология
Время лёта: начало мая — середина августа. Встречается по небольшим ручьям и ключевым болотцам с богатой растительностью. Личинки встречаются в водоёмах с богатой водной и околоводной растительностью. Яйца откладываются самками на нижнюю сторону плавающих и погруженных в воду листьев водных растений. Самец сопровождает самку при откладывании яиц.